# Крибари, Фабио Эдуарду
Биньо (полное имя Фабио Элвеш Эдуарду Крибари, порт. Fábio Elves Eduardo Cribari; род. 13 февраля 1975, Камбара, штат Парана, Бразилия) — бразильский футболист, игравший на позиции защитника.

## Карьера
Биньо начинал карьеру футболиста в «Лондрине», выступавшей в Серии B, второй по силе лиге Бразилии. Здесь футболист провёл три сезона (с 1995 по 1997 годы), сыграл 30 матчей и забил 4 гола. В 1997 году бразилец был приобретён итальянским клубом «Эмполи» из высшего дивизиона страны. В свой первый год за границей футболист редко попадал в стартовый состав команды. Одним из лучших матчей Биньо в сезоне 1997/98 можно считать игру «Эмполи» с «Интернационале», проходившую 25 января 1998 года. В той встрече, которая закончилась вничью 1:1, защитник сумел эффективно противостоять нападающему миланского клуба Роналдо. В следующем сезоне игрок стал чаще выходить на поле, однако это не спасло его клуб от последнего места в чемпионате Италии, которое означало вылет «Эмполи» в Серию B. Бразильский футболист оставался в команде первую половину сезона 1999/2000.
В январе 2000 года Биньо перешёл в клуб «Луккезе» из Серии С1, где он отыграл оставшиеся до конца сезона встречи. В сезоне 2001/02 третьего по значимости дивизиона Италии он поучаствовал в 30 матчах и забил 6 голов. В январе 2003 года игрок был арендован «Ливорно» из Серии B, но там он вышел лишь в 5 играх, после чего вернулся обратно. Приблизительно с этого времени у футболиста появляются проблемы со здоровьем, из-за них бразилец пропускает много игр своей команды. В 2006 году Биньо покинул «Луккезе», где в итоге за шесть с половиной сезонов он провёл только 98 матчей, отметившись 10 раз забитыми голами. Фабио Эдуарду Крибари перешёл в «Кастельнуово», выступавший в Серии С2 (четвёртый уровень в системе лиг Италии), но здесь он также не смог полноценно выступать за клуб. В конце сезона 2006/07 Биньо объявил о завершении игровой карьеры в связи с частыми травмами правого колена.

## После завершения карьеры
После окончания карьеры футболиста Биньо остался жить в Лукке. Здесь он работает в качестве скаута, ищет талантливых молодых футболистов.

## Игровые качества
Биньо считался скоростным защитником, ведущая нога — правая. Во время его выступлений в Италии отмечалось, что одним из недостатков игрока являлся его небольшой вес: 68 кг при росте 180 см. Итальянские футбольные специалисты описывали бразильца как игрока хорошего уровня, карьера которого сложилась неудачно. Во многом это было вызвано постоянными травмами. Некоторые эксперты выражали мнение, что бразильский футболист поздно уехал из Бразилии (в 23 года), а также был более эффективен в роли полузащитника, хотя тренеры регулярно ставили его в оборону.

## Статистика в Италии
| Клуб                 | Сезон                | Турнир               | Лига                 | Лига                 | Кубки | Кубки | Еврокубки | Еврокубки | Итого | Итого |
| Клуб                 | Сезон                | Турнир               | Игры                 | Голы                 | Игры  | Голы  | Игры      | Голы      | Игры  | Голы  |
| -------------------- | -------------------- | -------------------- | -------------------- | -------------------- | ----- | ----- | --------- | --------- | ----- | ----- |
| Эмполи               | 1997/98              | Серия A              | 9                    | 0                    | -     | -     | -         | -         | 9     | 0     |
| Эмполи               | 1998/99              | Серия A              | 23                   | 0                    | -     | -     | -         | -         | 23    | 0     |
| Эмполи               | 1999/2000            | Серия B              | 12                   | 0                    | -     | -     | -         | -         | 12    | 0     |
| Луккезе              | 1999/2000            | Серия С1             | 7                    | 1                    | -     | -     | -         | -         | 7     | 1     |
| Луккезе              | 2000/01              | Серия С1             | 26                   | 0                    | -     | -     | -         | -         | 26    | 0     |
| Луккезе              | 2001/02              | Серия С1             | 30                   | 6                    | -     | -     | -         | -         | 30    | 6     |
| Луккезе              | 2002/03              | Серия С1             | 13                   | 2                    | -     | -     | -         | -         | 13    | 2     |
| Ливорно              | 2002/03              | Серия B              | 5                    | 0                    | -     | -     | -         | -         | 5     | 0     |
| Луккезе              | 2003/04              | Серия С1             | 4                    | 0                    | -     | -     | -         | -         | 4     | 0     |
| Луккезе              | 2004/05              | Серия С1             | 15                   | 1                    | -     | -     | -         | -         | 15    | 1     |
| Луккезе              | 2005/06              | Серия С1             | 3                    | 0                    | -     | -     | -         | -         | 3     | 0     |
| Кастельнуово         | 2006/07              | Серия C2             | 15                   | 0                    | -     | -     | -         | -         | 15    | 0     |
| Всего в Серии А      | Всего в Серии А      | Всего в Серии А      | 32                   | 0                    | —     | —     | —         | —         | —     | -     |
| Всего в Серии В      | Всего в Серии В      | Всего в Серии В      | 17                   | 0                    | —     | —     | —         | —         | —     | -     |
| Всего в Серии С1     | Всего в Серии С1     | Всего в Серии С1     | 98                   | 10                   | —     | —     | —         | —         | —     | -     |
| Всего в Серии С2     | Всего в Серии С2     | Всего в Серии С2     | 15                   | 0                    | —     | —     | —         | —         | —     | -     |
| Всего в кубке Италии | Всего в кубке Италии | Всего в кубке Италии | Всего в кубке Италии | Всего в кубке Италии | —     | —     | —         | —         | —     | -     |